# Into the Pandemonium
Into the Pandemonium drugi je studijski album švicarskog ekstremnog metal sastava Celtic Frost. Diskografska kuća Noise Records objavila ga je 1. lipnja 1987.

## Popis pjesama
1. "Mexican Radio" (Wall of Voodoo cover) - 3:29
2. "Mesmerized" - 3:24
3. "Inner Sanctum" - 5:16
4. "Sorrows of the Moon" - 3:04
5. "Babylon Fell" - 4:19
6. "Caress into Oblivion" - 5:14
7. "One in Their Pride" - 2:51
8. "I Won't Dance" - 4:33
9. "Rex Irae (Requiem)" - 5:58
10. "Oriental Masquerade" - 1:16

## Zasluge
| Celtic Frost - Tom G. Warrior - vokali, gitara, producent, dizajn - Martin Eric Ain - bas-gitara, vokali, producent, dizajn - Reed St. Mark - bubnjevi Dodatni glazbenici - Claudia-Maria Mokri - vokali (pjesma 2., 5., 9.) - Małgorzata Blaiejewska - violina (pjesme 4., 9., 10.) - Eva Cieslinski - violina (pjesme 4., 9., 10.) - Wulf Ebert - violončelo (pjesme 4., 9., 10.) - Jurgen Paulmann - viola (pjesme 4., 9., 10.) - Manu Moan - vokali (pjesma 4.) - Anton Schreiber - francuski rog (pjesme 9., 10.) - Lothar Krist - drigent (pjesme 4., 9., 10.) - H. C. 1922 - vokali (pjesma 8.) - Andreas Dobler - gitara (pjesme 9., 10.) - Thomas Berter - vokali (pjesma 1.) |  | Ostalo osoblje - Les Edwarda - omot - Alex Solca - slike (sastav) - Walter Schmid - re-mastering - Sepp Sinovatz - slike (sastav) - Jan "Mann" Nemec - inženjer zvuka, uzorkovanje (pjesma 7.) |